# Dinumma hades
Dinumma hades är en fjärilsart som beskrevs av Bethune-Baker 1906. Dinumma hades ingår i släktet Dinumma och familjen nattflyn. Inga underarter finns listade i Catalogue of Life.